# Lougoun-Gana
Lougoun-Gana o Logone-Gana (in arabo لوقون قانا) è un comune del Ciad situato nel dipartimento di Chari, provincia di Chari-Baguirmi